# Zygophyllum atriplicoides
Zygophyllum atriplicoides är en pockenholtsväxtart som beskrevs av Fisch. & C. A. Mey.. Zygophyllum atriplicoides ingår i släktet Zygophyllum och familjen pockenholtsväxter. Inga underarter finns listade i Catalogue of Life.